# Csebi Pogány István
Csebi Pogány István Aladár László (Szombathely, 1908. június 14. – Balatonfüred, 1979. augusztus 19.) festő, gimnáziumi rajztanár, művészettörténész.

## Életútja
A csébi Pogány család sarja. Apja, csébi Pogány Zoltán, MÁV vasúti hivatalnok, anyja Kerner Angyalka volt. 1928 és 1937 között a Magyar Képzőművészeti Főiskolán tanult, mesterei Vaszary János, Réti István és Edvi Illés Aladár voltak. Ezután tanársegédként dolgozott. 1933-ban állított ki először az Ernst Múzeumban. 1937-ben a Képzőművészeti Főiskola Jubiláris kiállításán a főváros vízfestészeti díjával és a Céhbeliek díszérmével jutalmazták, később megkapta az oktatásügy kiváló dolgozója és Szocialista Kultúráért kitüntetéseket is. Balló-díjasként megfordult Franciaországban, Belgiumben, Hollandiában és Németországban, és mint állami ösztöndíjas jutott el Olaszországba. 1943-ban balatoni és székelyföldi ösztöndíjat nyert el, tagja volt a KÉVE művésztársaságnak. 1945-től rendszeres szereplője volt országos csoportos tárlatoknak. 1947-ben megkapta a római ösztöndíjat. 1940-től 1965-ig a budapesti Képzőművészeti Szakközépiskola és Gimnázium és több más budapesti középiskola tanára volt. Művei olajfestmények, pasztellek és akvarellek. Portrékat, csendéleteket és tájképeket festett, emellett alumíniumszobrokat, térplasztikákat, reliefeket is készített.

## Díjak/ösztöndíjak
- 1937 • Balló-díj
- 1943 • Balatoni ösztöndíj
- 1943 • Székelyföldi ösztöndíj
- 1947 • Magyar Akadémia ösztöndíja, Róma.

## Egyéni kiállítások
- 1933 • CXXXVII. Kiállítás, Ernst Múzeum, Budapest
- 1940 • Műterem [Krayerné Záborszky Ellyvel], Budapest
- 1941, 1942 • Műbarát, Budapest
- 1959 • Ernst Múzeum, Budapest (gyűjt., kat.)
- 1969 • Annabella Szálló, Balatonfüred
- 1977 • Balatoni Galéria, Balatonfüred.

## Válogatott csoportos kiállítások
- 1933 • Jubiláris Kiállítás, Képzőművészeti Főiskola, Budapest
- 1941 • Nemzetközi Grafikai Kiállítás, Milánó (I)
- 1945 • Az Első Szabad Nemzeti Kiállítás, Műcsarnok, Budapest
- 1946 • A Magyar Képzőművészetért, Ernst Múzeum, Budapest • Fiatal magyar képzőművészek, Fővárosi Képtár, Budapest
- 1947 • Magyar Művészhetek Reprezentatív Képzőművészeti Kiállítása, Ernst Múzeum, Budapest
- 1948 • Balatoni Képkiállítás, Nemzeti Szalon, Budapest
- 1955 • VI. Magyar Képzőművészeti kiállítás, Műcsarnok, Budapest
- 1957 • Tavaszi Tárlat, Műcsarnok, Budapest
- 1968 • Vas megyéből származó képzőművészek kiállítása, Savaria Múzeum, Szombathely.

## Művek közgyűjteményekben
- Fővárosi Képtár, Budapest
- Janus Pannonius Múzeum, Pécs
- Magyar Nemzeti Galéria, Budapest
- Savaria Múzeum, Szombathely.

## Köztéri művei
- Dekoráció (festmény, 1953, Győr, Vörös Csillag Szálló étterme)
- Dekoráció (festmény, 1955, Budapest, Finommechanikai Művek)
- Dekoráció (festmény, 1957, Ózd, Kohászati Művek)
- Kecske (szobor, alumínium, 1961, Balatonfüred, strand) (eltűnt)
- Molnár Béla síremléke (alumínium, beton plasztika, 1963, Budapest, Farkasréti temető)
- Maitz János síremléke (alumínium, beton plasztika, 1965, Budapest, Újpesti Temető)

## Könyve
- Rembrandt. Budapest, 1940.

## Illusztráció
- Pável Ágoston: Felgyújtott erdő. Szombathely 1936. (Andor Lóránddal közösen)